# Stuart Tinney
Stuart Brian Tinney (Mundubbera, 7 de diciembre de 1964) es un jinete australiano que compite en la modalidad de concurso completo.
Participó en tres Juegos Olímpicos de Verano, obteniendo dos medallas en la prueba por equipos, oro en Sídney 2000 (junto con Phillip Dutton, Andrew Hoy y Matthew Ryan) y bronce en Río de Janeiro 2016 (con Shane Rose, Sam Griffiths y Christopher Burton), y el sexto lugar en Atenas 2004, en la misma prueba.
En 2001 fue condecorado con la Medalla Deportiva Australiana y con la Medalla de la Orden de Australia (OAM).

## Palmarés internacional
| Juegos Olímpicos | Juegos Olímpicos        | Juegos Olímpicos  | Juegos Olímpicos |
| Año              | Lugar                   | Medalla           | Categoría        |
| ---------------- | ----------------------- | ----------------- | ---------------- |
| 2000             | Sídney (Australia)      | Medalla de oro    | Por equipos      |
| 2016             | Río de Janeiro (Brasil) | Medalla de bronce | Por equipos      |